# Csücsou
Csücsou (egyszerűsített kínai írással: 衢州市, pinjin: Qúzhōu Shì) prefektúra szintű város Kínában, Csöcsiang tartományban. Lakosainak száma 2 276 184 fő (2020).

## Népesség
| 2017 | 2 185 000 |
| 2020 | 2 276 184 |